# Pediobius ropalidiae
Pediobius ropalidiae är en stekelart som först beskrevs av Jean Risbec 1958.  Pediobius ropalidiae ingår i släktet Pediobius och familjen finglanssteklar. Inga underarter finns listade i Catalogue of Life.